# Hadjina modestissima
Hadjina modestissima là một loài bướm đêm trong họ Noctuidae.